# Östliches Slowenien
Östliches Slowenien (slowenisch: Vzhodna Slovenija) ist  – ebenso wie Westslowenien – eine der beiden NUTS-2-Regionen Sloweniens. Die Region bildet den östlichen Teil des Landes und umfasst die Städte Maribor, Celje und Velenje. Die Einwohnerzahl lag im Jahr 2020 bei 1.100.010 Personen.
Sie bildet eine sogenannte Kohäsionsregion (Kohezijske regije), ohne Verwaltungsbefugnisse. Ihre Hauptaufgabe ist die Koordinierung regionaler Entwicklungsprojekte und die Verwaltung von EU-Mitteln.

## Geografie
Ostslowenien (SI01) umfasst die folgenden statistischen Regionen:
| NUTS 3 | Slowenischer Name                                | Deutscher Name           |
| ------ | ------------------------------------------------ | ------------------------ |
| SI031  | Pomurska                                         | Murgebiet                |
| SI032  | Podravska                                        | Draugegend               |
| SI033  | Koroška                                          | Unterkärnten             |
| SI034  | Savinjska                                        | Sann-Gegend              |
| SI035  | Zasavska                                         | Obere Save-Gegend        |
| SI036  | Posavska bis 2014: Spodnjeposavska               | Untere Save-Gegend       |
| SI037  | Jugovzhodna Slovenija                            | Südostslowenien          |
| SI038  | Primorsko-notranjska bis 2014: Notranjsko-kraška | Innerkrainer-Karstgegend |

## Wirtschaft
Die in Ostslowenien gelegenen Regionen sind wirtschaftlich schwächer entwickelt als die im Westteil von Slowenien. Sie sind dünner besiedelt und in höherem Maße auf Agrar- und Industrietätigkeiten ausgerichtet.
Im Januar 2023 lag die registrierte Arbeitslosenquote in Slowenien bei 5,6 %, das heißt um 1,3 % niedriger als im Januar 2022. Die niedrigste Quote der registrierten Arbeitslosigkeit verzeichneten die Regionen Oberkrain (Gorenjska) (4,2 %) und Görtz (Goriška) (4,5 %). Es folgen das Küstenland-Innerkrain (Primorsko-notranjska) (4,2 %) und Zentralslowenien (Osrednjeslovenska) (4,9 %). Eine über dem Landesdurchschnitt liegende Quote wiesen dagegen folgende Regionen auf: Küsten- und Karstgebiet (Obalno-kraška) (5,7 %), Südostslowenien (Jugovzhodna Slovenija) (5,8 %), Obere Save-Gegend (Zasavska) (5,9 %), Unterkärnten (Koroška) (5,9 %), Sann-Gegend (Savinjska) (6,4 %), Draugegend (Podravska) (6,6 %), Untere Save-Gegend (Posavska) (7,0 %) und Murgebiet (Pomurska) (8,4 %).
Im Jahr 2018 lag das regionale Bruttoinlandsprodukt je Einwohner, ausgedrückt in Kaufkraftstandards, bei 75 % des Durchschnitts der EU-27.